# Lupinus expetendus
Lupinus expetendus är en ärtväxtart som beskrevs av Charles Piper Smith. Lupinus expetendus ingår i släktet lupiner, och familjen ärtväxter. Inga underarter finns listade i Catalogue of Life.